# Palais des Sports
Het Palais des Sports, ook wel bekend als het Palais des sports Pierre Mendes  of "Le Stade Olympique de Glace" is een indoor ijshockey arena, gelegen in het Paul Mistral Park in Grenoble, Frankrijk. Het stadion werd ontworpen voor de Olympische Winterspelen die in 1968 in Grenoble werden gehouden. Er is een capaciteit van maximaal 12.000 toeschouwers.

## Gebouw
Het gebouw bevat een gewelfde dakconstructie die werd gebouwd tussen november 1966 tot april 1967. De bouw werd bemoeilijkt door problemen met de constructie en door het winterweer. 
Het gebouw beschikt over een 200 meter lange demontabele wielerbaan. Deze wielerbaan is in 2014 voor het laatste gebruikt tijdens de Driedaagse van Grenoble. In 2022 meldden bronnen dat de wielerbaan vernietigd zou worden, dit werd echter ontkent door de verantwoordelijke personen.

## Evenementen
De kunstschaatsevenementen en enkele ijshockeywedstrijden op de Olympische Winterspelen van 1968 werden gehouden in deze arena.
De arena was gastheer van de (3e) Europese kampioenschappen indoor atletiek op 11 en 12 maart 1972. De arena werd dan ook afgebeeld op de medailles.

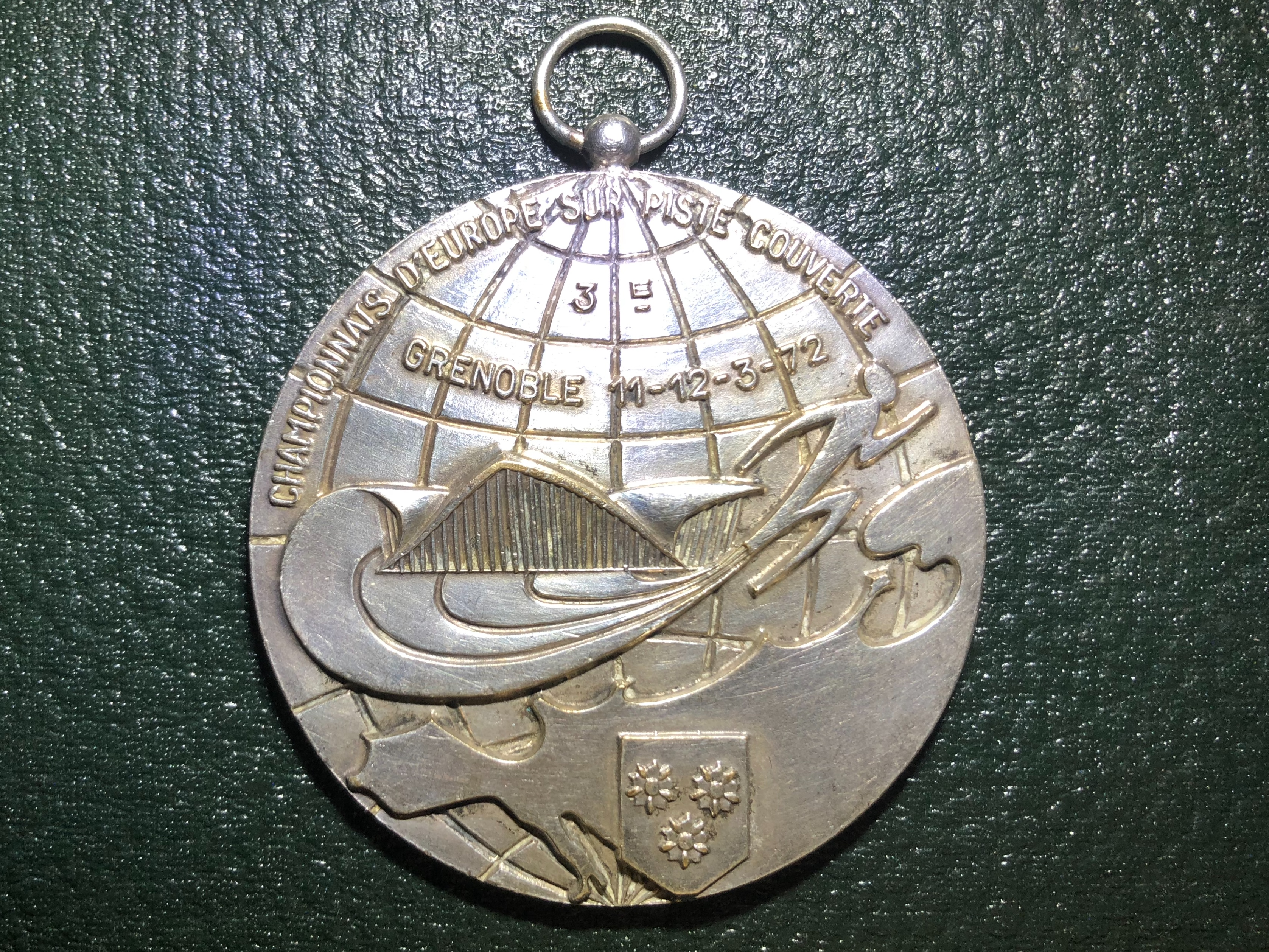
Zilveren 2e plaats medaille. 11-12 maart 1972

Naast sportevenementen worden er ook af en toe concerten gegeven in de arena. Op 3 juni 1980 was er een concert van Bob Marley and the Wailers, tijdens de Uprising-tournee.